# Paranthura barnardi
Paranthura barnardi là một loài chân đều trong họ Paranthuridae. Loài này được Paul & Menzies miêu tả khoa học năm 1971.